# Stagione di college football 1899
La Stagione di college football 1899 fu la trentunesima stagione di college football negli Stati Uniti.
La stagione riporta l'esordio di 47 scuole statunitensi, in gran parte di secondaria importanza, ma in questa stagione iniziarono i programmi sportivi di cinque college attualmente in Division I: Tennessee-Chattanooga, Northern Illinois, Eastern Illinois, Baylor, Arizona.
Harvard guidata per il primo anno da Benjamin Dibblee compila una stagione immacolata, senza sconfitte e un solo pareggio, ed è nominata retroattivamente campione nazionale da Helms Athletic Foundation, National Championship Foundation e Houlgate System; Harvard e Princeton (autore di una stagione da 12-1 con un'unica sconfitta contro la Cornell) vengono nominati co-campioni nazionali da Parke Davis e Billingsley. 

## Conference e vincitori
| Conference                                    | Scuola                  | Conf. V-S-P  | Totale V-S-P |
| --------------------------------------------- | ----------------------- | ------------ | ------------ |
| Triangular Football League                    | Wesleyan                | 2 - 0        | 8 - 7        |
| Colorado Football Association                 | Colorado College        | (incompleto) | 9 - 1        |
| Maine Intercollegiate Athletic Association    | Bates                   | 3 - 1        | 3 - 3 - 1    |
| Michigan Intercollegiate Athletic Association | Kalamazoo               | 5 - 0        | 5 - 2 - 2    |
| Southern Intercollegiate Athletic Association | University of the South | 10 - 0       | 12 - 0       |
| Western Conference                            | Chicago                 | 4 - 0        | 16 - 0 - 2   |

## Campioni nazionali
| 1899 | Harvard   | 10–0–1 | Benjamin Dibblee | HAF, HS, NCF |
| 1899 | Princeton | 12–1   |                  | BR, PD       |

## College esordienti
- Northern Illinois Huskies football
- Baylor Bears football
- Arizona Wildcats football